# Southern Jaguars
Southern Jaguars (español: Jaguares de la Universidad del Sur) es el equipo deportivo de la Southern University, situada en Baton Rouge, Luisiana. Los equipos de los Jaguars participan en las competiciones universitarias organizadas por la NCAA, y forman parte de la Southwestern Athletic Conference.

## Programa deportivo
Los Jaguars participan en las siguientes modalidades deportivas:
| - Masculino - Béisbol - Baloncesto - Fútbol americano - Atletismo - Cross | - Femenino - Baloncesto - Golf - Tenis - Fútbol - Softball - Voleibol - Atletismo - Cross - Bolos |

### Baloncesto
Hasta en 7 ocasiones han conseguido clasificarse para la fase final del Torneo de la NCAA, la última de ellas en 2006, aunque no consiguen pasar de primera ronde desde 1996. 6 de sus jugadores han llegado a jugar en la NBA, entre los que destacan Bob Love o Avery Johnson, actual entrenador de los Dallas Mavericks.